# Werst
Die Werst (russisch верста, wersta, finnisch virsta) ist eine Maßeinheit für die Länge. Sie galt im Russischen Reich (1721–1917).
Nach einer älteren Begriffsbestimmung entsprachen 37.500 Werst dem Erdäquatorumfang. Nach dieser Bestimmung und nach der jetzigen Kenntnis des Erdäquatorumfangs entsprach eine Werst gerundet 1,068 Kilometer.
Nach der jüngsten Begriffsbestimmung entspricht eine Werst 42.000 britischen Zoll oder 1,0668 Kilometer.

## Verhältnisse der alten russischen Maßeinheiten für die Länge
- 1 Milja = 7 Werst = 7,4676 Kilometer
- 1 Werst = 500 Saschen = 1,0668 Kilometer
- 1 Saschen = 3 Arschin = 2,1336 Meter
- 1 Arschin = 16 Werschok = 71,12 Zentimeter
- 1 Werschok = 1,75 britische Zoll = 44,45 Millimeter

Die in der obigen Aufzählung genannten Zahlen sind genau, wenn man der Definition von 1959 folgt, nach der ein britischer Zoll 25,4 Millimetern entspricht.